# Dieter Koulmann
Dieter Koulmann (Blumberg, 4 december 1939 - Blumberg, 26 juli 1979) was een Duits voetballer die voorkeur had als een middenvelder.

## Carrière
Koulmann is geboren in Blumberg. Hij begon in zijn jeugd met voetballen bij BSV 07 Schwenningen. In 1963 speelde Koulmann voor Bayern München. Hij heeft 149 wedstrijden gespeeld en 26 doelpunten gemaakt. Hij won met Bayern München Duitse voetbalbeker (DFB-Pokal) en Europacup II. Verder heeft Koulmann bij Kickers Offenbach en MSV Duisburg gespeeld. Hij beëindigde zijn voetbalcarrière in 1970.

## Erelijst

### Bayern München
- DFB-Pokal (2) : 1966, 1967
- Europacup II (1) : 1967